# Duomyia howensis
Duomyia howensis är en tvåvingeart som beskrevs av Mcalpine 1973. Duomyia howensis ingår i släktet Duomyia och familjen bredmunsflugor. Inga underarter finns listade i Catalogue of Life.